# التأثيرات على العمارة القوطية

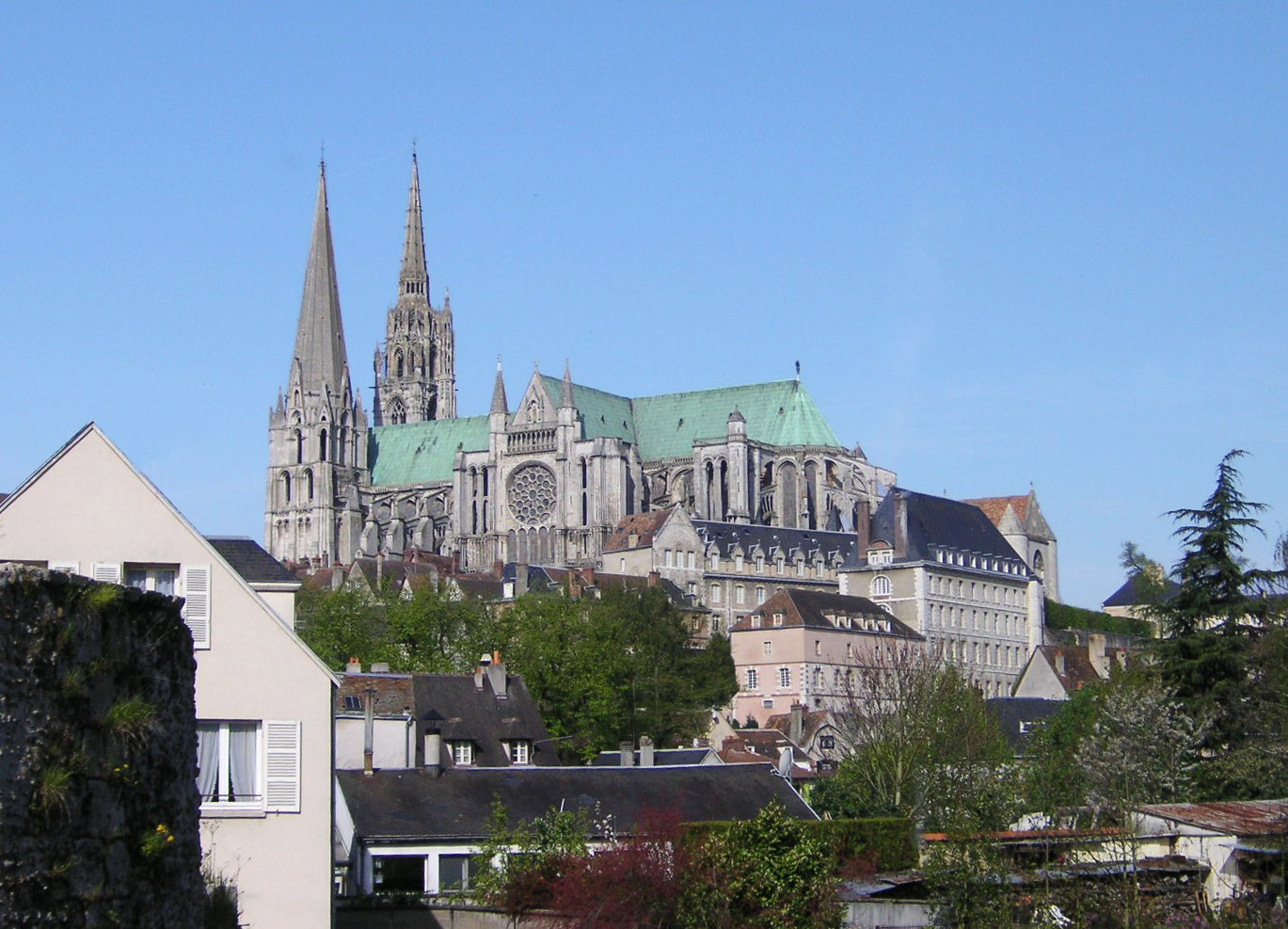

تأثر الأسلوب المعماري القوطي بشكل كبير بالعمارة الرومانية التي سبقته، بفعل النمو السكاني والثروة في المدن الأوروبية والرغبة في التعبير عن العظمة الوطنية. تأثر أيضًا بالعقائد اللاهوتية التي دعت إلى مزيد من الضوء الداخلي كرمز للألوهية، وبالضرورة العملية للعديد من الكنائس لاستيعاب أعداد كبيرة من الحجاج. ظهر ذلك بشكل خاص من خلال التحسينات الفنية في الأقبية والدعامات التي سمحت بارتفاعات ونوافذ أكبر.

## التأثيرات السياسية
قُسمت أوروبا في نهاية القرن الثاني عشر إلى العديد من دول المدن والممالك. كانت المنطقة التي تشمل ألمانيا الحديثة وجنوب الدنمارك وهولندا وبلجيكا ولوكسمبورغ وسويسرا والنمسا وسلوفاكيا وجمهورية التشيك ومعظم شمال إيطاليا (باستثناء البندقية والبابوية)، جزءًا شكليًا من الإمبراطورية الرومانية المقدسة، لكن الحكام المحليين مارسوا قدرًا كبيرًا من الحكم الذاتي. كانت كل من فرنسا والدنمارك والمجر والبرتغال واسكتلندا وقشتالة وأراغون ونافار وقبرص ممالك مستقلة، وحكمت إمبراطورية أنجفين التي كان ملوكها من أسرة بلانتاجانت، إنجلترا ومساحات كبيرة فيما أصبح بعد ذلك فرنسا الحديثة. خضعت النرويج لتأثير إنجلترا، بينما تأثرت الدول الاسكندنافية الأخرى وبولندا بالاتصالات التجارية مع الرابطة الهانزية. جلب ملوك شوابيان التقليد الوطني من ألمانيا إلى جنوب إيطاليا، وهي جزء من مملكة صقلية النورماندية، بينما أدخل ملوك لوزينيان بعد الحملة الصليبية الأولى، العمارة القوطية الفرنسية إلى قبرص ومملكة القدس.
في ذلك الوقت وفي جميع أنحاء أوروبا، كان هنالك نمو سريع في التجارة ونمو مرتبط بها في المدن. كان لألمانيا والأراضي المنخفضة بلدات مزدهرة كبيرة إما نمت في ظل السلام نسبي والتنافس فيما بينها، أو أنها توحدت من أجل الخبر المتبادل كما هو الحال في الرابطة الهانزية. امتلك البناء المدني أهمية كبيرة في هذه المدن، باعتباره دليلًا على الثروة والفخر. ظلت إنجلترا وفرنسا إقطاعيتين إلى حدا كبير، وأنتجتا عمارة سكنية كبرى للملوك والدوقات والأساقفة، بدلًا من مجالس المدن الكبرى لمواطنيهما.

## التأثيرات الدينية

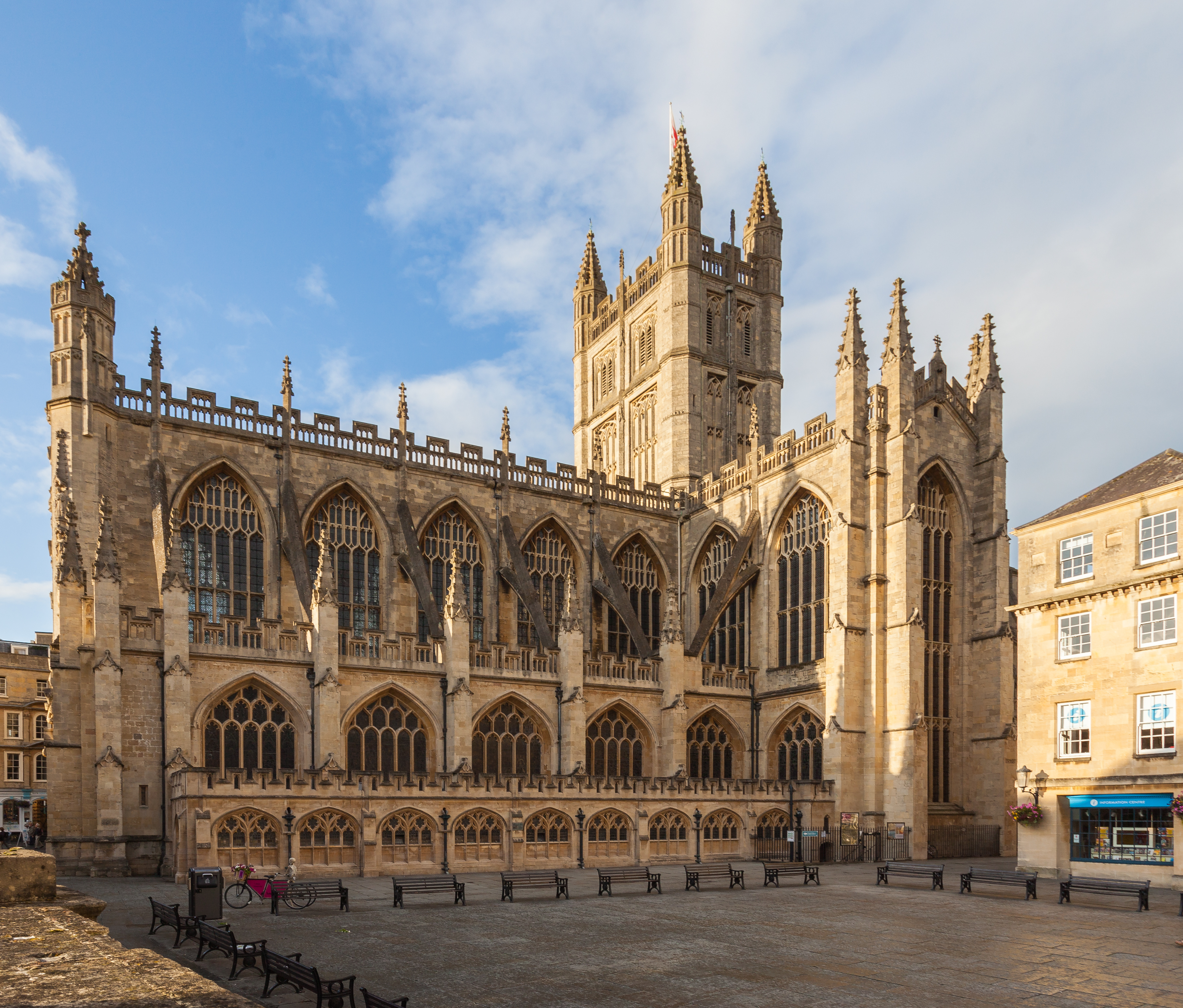
هذه صورةٌ لمبنى في إنكلترا وويلز تحت التَّصنيف: 1394015.

سادت الكنيسة الرومانية الكاثوليكية في جميع أنحاء أوروبا الغربية في هذا الوقت، ولم تؤثر على الإيمان فحسب، بل أثرت أيضًا على الثروة والسلطة. عين اللوردات الإقطاعيون (الملوك والدوقات وملاك الأراضي الآخرين) الأساقفة، وكانوا غالبًا ما يحكمون كأمراء افتراضيين على الملكيات الشاسعة. شهدت فترة العصور الوسطى المبكرة نموًا سريعًا في الرهبانية، إذ انتشرت عدة رهبنات مختلفة وسعت نفوذها على نطاق واسع، جاء البيندكتيون في المقام الأول فقد تفوقوا من حيث عدد الكنائس الكبير على أي كنيسة أخرى في فرنسا ونورماندي وإنجلترا. تمثل جزء من تأثيرهم في أن المدن تطورت حولهم وأصبحت مراكز للثقافة والتعلم والحضارة، وهم من بنوا دير ساينت دينيس ودير سانت ريمي في فرنسا. تشمل مشاريع البينديكتيين اللاحقة (الإنشاء والتجديد) دير ساينت أوين في روان، ودير لا تشيس ديو وجبل القديس ميشيل في فرنسا. تضم الأمثلة الإنجليزية كنيسة وستمنسر التي بُنيت في الأصل ككنيسة رهبانية بينديكتية وإعادة بناء الكنيسة البينديكتية في كانتربري.
كانت الرهبانيات الكلونية والسيسترية سائدة في فرنسا، إذ وضع الدير الكبير في كلوني صيغة لموقع رهباني جيد التخطيط وهو ما أثر بعد ذلك على جميع المباني الرهبانية اللاحقة لعدة قرون. نشر السيسترسيون الأسلوب في الشرق الأقصى والجنوب مثل بولندا والمجر.
أسس فرانسس الأسيزي الفرنسيسكانية، أو ما يُسمى «الإخوة الرماديين»، وهو نظام متجول. أسس القديس دومنيك الدومينيكان المتجولين، في تولوز وبولونيا، وامتلكوا تأثيرًا خاصًا في بناء الكنائس القوطية في إيطاليا.
نشرت طائفة فرسان تيوتون وهي طائفة عسكرية، الفن القوطي في بوميرانيا وشرق بروسيا ومنطقة البلطيق.